# 태너 털리
태너 폴 털리(Tanner Paul Tully, 1994년 11월 30일 ~ )는 미국의 야구 선수이자, 현 메이저 리그 뉴욕 양키스의 투수이다. KBO 등록명은 '태너'이다.

## 미국 프로야구 시절
2016년 메이저 리그 베이스볼 드래프트 26라운드에서 클리블랜드 인디언스에 지명됐다. 2016년 로우A의 마호닝 밸리 스크래퍼스에서 데뷔해 13경기 평균자책점 1.17을 기록했다. 2017년에는 싱글A의 레이크 카운티 캡틴스, 하이A의 린치버그 힐캣츠, 더블A의 애크런 러버덕스, 트리플A의 콜럼버스 클리퍼스에서 뛰면서, 클리블랜드 인디언스 산하 팀 4곳에서 뛰었다. 
2022년에 클리블랜드 가디언스에서 메이저리그 데뷔했다..

## 한국 프로야구 시절

### NC 다이노스시절
2023년 8월에 테일러 와이드너를 대체할 외국인 투수로 영입됐다.
8월 15일 한화 이글스와의 경기에서 데뷔했다. 6이닝 3실점 4탈삼진을 기록했다.
2023년 시즌 11경기 출장해 64 2/3이닝 5승 2패 평균자책점 2.92 47탈삼진을 기록했다. 정규 시즌에서는 준수한 모습을 보여줬지만 포스트시즌의 부진으로 NC 다이노스와의 재계약에는 실패했다.

##### 2023년 와일드카드 결정전
10월 19일 두산 베어스와의 와일드카드 결정전에서 선발 투수로 등판했다. 하지만 4이닝 동안 7피안타(1피홈런) 3볼넷 5실점으로 부진했다. 타자들이 역전을 하면서 패전 투수가 되진 않았다.
| 평균자책점 | 경기 | 완투 | 완봉 | 승 | 패 | 세 | 홀 | 이닝 | 피안타 | 피홈런 | 볼넷 | 사구 | 삼진 | 실점 | 자책점 |
| ---------- | ---- | ---- | ---- | -- | -- | -- | -- | ---- | ------ | ------ | ---- | ---- | ---- | ---- | ------ |
| 11.25      | 1    | 0    | 0    | 0  | 0  | 0  | 0  | 4    | 7      | 1      | 3    | 0    | 0    | 5    | 5      |

##### 2023년 준플레이오프
10월 25일 SSG 랜더스와의 준플레이오프 3차전에 선발 투수로 등판했다. 하지만 2이닝 5피안타(1피홈런) 5실점으로 부진했다.
| 평균자책점 | 경기 | 완투 | 완봉 | 승 | 패 | 세 | 홀 | 이닝 | 피안타 | 피홈런 | 볼넷 | 사구 | 삼진 | 실점 | 자책점 |
| ---------- | ---- | ---- | ---- | -- | -- | -- | -- | ---- | ------ | ------ | ---- | ---- | ---- | ---- | ------ |
| 22.50      | 1    | 0    | 0    | 0  | 0  | 0  | 0  | 2    | 5      | 1      | 3    | 0    | 2    | 5    | 5      |

##### 2023년 플레이오프
11월 2일 kt 위즈와의 플레이오프 3차전에 등판했다. 6이닝 5피안타(1피홈런) 2볼넷 7탈삼진 2실점으로 포스트시즌 등판에서 가장 좋은 성적을 기록했다. 하지만 타자들이 상대 선발 투수 고영표를 공략하지 못하면서 패전투수가 됐다.
| 평균자책점 | 경기 | 완투 | 완봉 | 승 | 패 | 세 | 홀 | 이닝 | 피안타 | 피홈런 | 볼넷 | 사구 | 삼진 | 실점 | 자책점 |
| ---------- | ---- | ---- | ---- | -- | -- | -- | -- | ---- | ------ | ------ | ---- | ---- | ---- | ---- | ------ |
| 3.00       | 1    | 0    | 0    | 0  | 1  | 0  | 0  | 6    | 5      | 1      | 2    | 0    | 7    | 2    | 2      |

## 미국 프로야구 복귀
2024년에 뉴욕 양키스와 마이너 계약을 하며 복귀했다.